# Província de Ladislao Cabrera

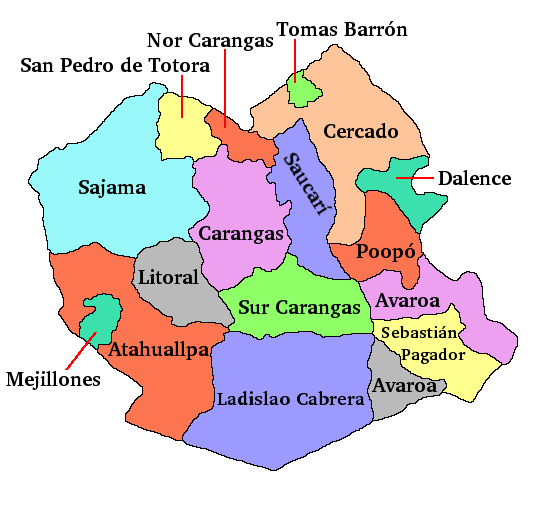
Les províncies del Departament d'Oruro.

La província de Ladislao Cabrera és una de les 16 províncies del Departament d'Oruro, a Bolívia. La seva capital és Salinas de Garcí Mendoza.